# Коксарай
Коксарай (каз. Көксарай) — село в Отырарском районе Туркестанской области Казахстана. Административный центр Коксарайского сельского округа. Находится примерно в 30 км к юго-западу от районного центра, села Шаульдер. Код КАТО — 514837100.

## История
Село Коксарай было основано в 1940 году как центр Шаульдерского каракулеводческого хозяйства.

## Население
В 1999 году население села составляло 4090 человек (2072 мужчины и 2018 женщин). По данным переписи 2009 года, в селе проживало 3896 человек (1986 мужчин и 1910 женщин).